# 독고 리와인드
《독고 리와인드》은 2018년 9월 7일에 공개된 웨이브 오리지널로 제작 액션 모바일 무비다.

## 기획 의도
전설의 웹툰 '독고'의 프리퀄로, 각기 다른 삶을 살아온 세 남자가 학교 폭력에 대항하기 위해 하나로 모이는 스토리의 스타일리시 액션 모바일 무비

## 등장 인물
- 세훈: 강혁 역 - 2년 전, 고등학생 30명을 쓰러뜨리고 '독고'라는 별명을 갖게 된 강혁. 본래는 공부도 곧잘 했으나 쌍둥이 형 강후와 넘을 수 없는 격차만 확인하고 공부와는 담을 쌓은 채 거리에서 방황하고 있다. 가까이에 있는 사람들을 소중히 여기며, 남다른 피지컬 뿐 아니라 두뇌 회전이 빠르고 판단력이 뛰어나다.
- 세훈: 강후 역 - 강혁의 쌍둥이 형. 항상 전교 1등을 놓쳐본 적이 없는 수재로, 언제나 거리를 배회하는 동생 혁을 걱정하지만 누구보다도 믿어주는 형이다. 훗날 불의를 참지 못하고 학교폭력의 희생자가 되고 만다.
- 강미나: 김현선 역 - 당영고에 재학 중인 김규순의 친동생. 오빠와 다르게 예쁜 외모와 착한 성격으로 어디서나 주목받는 인기 여학생이다. 일진 여학생들의 시기 질투로 학교폭력 피해자가 된다.
- 조병규: 김종일 역 - 중학교 졸업 후 평범한 학교생활을 꿈꾸며 일진회에 가입하지 않으려 했으나, 친구의 부탁으로 결국 가입하게 된다. 자신의 싸움 실력을 숨긴 채 살아가던 어느 날, 아이들을 괴롭히는 일진 회원들의 비정상적인 행동에 거부감을 드러내게 된다. 이후 일진회를 탈퇴하고, 해체하기 위해 노력한다.
- 안보현: 표태진 역 - 187cm 큰 키와 훈훈한 외모를 가진 압도적 당영고 씨름부의 에이스. 고등부 씨름대회 청장급 장사가 됐으나, 불의의 사고에 휩싸여 퇴학당한다. 이후 혁과 친구가 된다.

## 에피소드
| 회차 | 줄거리 | 링크 |
| ---- | --- | ---- |
| 1    | 2년전, 고등학교 일진 30명을 때려눕히고 ‘독고’ 라는 별명을 갖게 된 강혁은 이 일로 퇴학을 당하고 마음을 잡지 못한 채 친우 본환, 재욱과 뒷골목을 전전하며 살아간다. 이들은 어느 날 자신들의 아지트에서 당영고 일진들에게 괴롭힘을 당하고 있던 김규순을 발견하는데... |      |
| 2    | 규순은 혁 일행에게 싸우는 법을 가르쳐 달라고 요청하고 규순으로부터 충격적인 이야기를 듣게 되는데... |      |
| 3    | 강혁들은 경기를 앞두고 싸움을 할 수 없어 동네 양아치들에게 괴롭힘을 당하고 있던 당영고 씨름부에이스 표태진을 우연히 아지트에서 마주치게 되는데... |      |
| 4    | 태진을 도와주며 친구가 된 혁, 본환, 재욱, 규순. 일행은 아지트에서 규순을 기다리고 있던 기천고 일진들과 마주치게 되고 혁은 일진 멤버 중 하나인 김종일과 부딪치는데...                                                                                              |      |
| 5    | 조용한 학교생활을 보내고 싶어하던 종일은 기천고 일진회 탈퇴를 요청하는데... |      |
| 6    | 태진은 자신의 팬이라며 쫓아다니는 대서여고 조호림이 신경 쓰인다. 한편 일진 탈퇴의 건으로 종일은 기천고 일진들의 타깃이 되는데... |      |
| 7    | 병원에서 퇴원하는 현선과 규순은 당영고 일진들에 의해 김성규 앞으로 끌려가는데... |      |
| 8    | 기천고 일진들과 전쟁을 벌이는 종일. 한편 강혁들은 김성규에 의해 납치된 규순과 현선을 구하러 달려가는데... |      |
| 9    | 규순은 일진 연합의 심한 폭행으로 결국 사망하게 되고 강혁들은 경찰에 신고를 결심하는데... |      |
| 10   | 상심한 강혁들은 규순의 여동생 현선을 지켜주기로 한다. 한편 규순의 사망 사건은 당영고의 교장에 의해 단순 사고사로 처리되는데... |      |
| 11   | 학교를 퇴학당한 사건으로 탈선의 길을 걷던 종일은 강혁의 아지트에서 태진과 마주치게 되고, 종일과 태진의 충돌은 강혁에 의해 저지되는데... |      |
| 12   | 함께 뜻을 모아 기천-당영 연합을 무너뜨릴 계획을 짠 혁과 종일은 정보에 밝은 한창공고 이동재의 도움으로 차례차례 일진들을 쓰러뜨리는데... |      |
| 13   | 호림에게 추파를 날리다 남자친구 태진에 의해 저지당한 김성규는 타겟을 태진에게 돌려 당영고 씨름부를 해체 시킬 계획을 세우는데... |      |
| 14   | 씨름부 주장 심상윤이 모든 책임을 지고 징계를 받는 것으로 씨름부가 해체되지 않고 사건이 마무리 되자 분이 풀리지 않은 김성규는 다시 한번 씨름부를 해체 시킬 계획을 세우는데...                                                                                      |      |
| 15   | 태진의 씨름대회가 열리는 날, 김성규는 태진의 여자친구 호림을 집단으로 폭행하고 당영고 일진들을 향한 태진의 분노가 폭발하는데... |      |
| 16   | 당영고 일진을 모두 때려 눕히고 폭주한 태진을 강혁은 저지하고, 그 시간 종일은 기천고 일진들을 모두 때려눕히고 서열 2위의 명진환과 마주치는데... |      |
| 17   | 엉망이 된 효림을 보며 복수심을 다진 태진은 기천고 서열 1위 조강훈과 붙어 패배하고, 강혁, 김종일과 힘을 합치게 되는데... |      |
| 18   | 동재의 도움으로 기천-당영 연합을 박살 낼 계획을 세운 혁, 종일, 태진은 이를 행동으로 옮기는데... |      |
| 19   | 강혁은 조강훈과 1대 1대결을 시작하고, 그 시각 종일, 태진, 본환, 재욱은 나머지 기천-당영 연합과 치열한 접전을 벌이게 되는데... |      |
| 20   | 치열한 접전 끝에 승리한 혁과 일행들. 잠시 평화로운 시간을 보내던 혁은 충격적인 전화를 받게 되는데... |      |

## 오리지널 사운드트랙
| #   | 제목                               | 작사                       | 작곡                      | Artist                           | 재생 시간 |
| --- | ---------------------------------- | -------------------------- | ------------------------- | -------------------------------- | --------- |
| 1.  | 〈New Dream〉                      | Chansline                  | Chansline, Choi Seung-min | Taeil, Jaehyun (NCT U)           | 3:14      |
| 2.  | 〈Dirty World〉                    | Jowonu                     | ZigZag Note, Del.Mo       | Jowonu                           | 3:41      |
| 3.  | 〈Monster (Who Am I)〉             | MAKTUB, 이라온, XenomiX    | MAKTUB, 이라온            | MAKTUB featuring 이라온, XenomiX | 3:18      |
| 4.  | 〈Open the eyes of your heart〉    | Jamie Stonez, Choi Eu-jong | Yi So-yeon, Shin Jung-woo | Jamie Stonez, Jeong Hye-bin      | 3:58      |
| 5.  | 〈1vs30〉                          |                            | Shin Jung-woo             |                                  | 2:24      |
| 6.  | 〈A Solitary Fight〉               |                            | Shin Jung-woo             |                                  | 2:41      |
| 7.  | 〈ECLIPSE〉                        |                            | Shin Jung-woo             |                                  | 2:34      |
| 8.  | 〈Giddiness〉                      |                            | Han Do-hwan               |                                  | 1:41      |
| 9.  | 〈Amazing Match〉                  |                            | Lee Do-hyung              |                                  | 3:33      |
| 10. | 〈Racking〉                        |                            | Han Do-hwan               |                                  | 1:47      |
| 11. | 〈Battle Time〉                    |                            | Lee Do-hyung              |                                  | 2:55      |
| 12. | 〈Jongil's THEME〉                 |                            | Shin Jung-woo             |                                  | 2:46      |
| 13. | 〈Bus Stop〉                       |                            | Yi So-yeon                |                                  | 1:52      |
| 14. | 〈Friendship〉                     |                            | Lee Do-hyung              |                                  | 2:41      |
| 15. | 〈Waiting for TaeJin〉             |                            | Yi So-yeon                |                                  | 1:58      |
| 16. | 〈Let me introduce my friends〉    |                            | Yi So-yeon                |                                  | 1:27      |
| 17. | 〈Dream of Happiness〉             |                            | Shin Jung-woo             |                                  | 2:26      |
| 18. | 〈I don't date older women, but…〉 |                            | Yi So-yeon                |                                  | 2:25      |
| 19. | 〈Get into Trouble〉               |                            | Han Do-hwan               |                                  | 1:46      |
| 20. | 〈Just My Job〉                    |                            | Lee Do-hyung              |                                  | 2:03      |
| 21. | 〈Swoop Down〉                     |                            | Lee Do-hyung              |                                  | 4:18      |
| 22. | 〈Combat Readiness〉               |                            | Han Do-hwan               |                                  | 1:37      |
| 23. | 〈Twisted Step〉                   |                            | Lee Do-hyung              |                                  | 2:16      |
| 24. | 〈Inflame〉                        |                            | Han Do-hwan               |                                  | 1:36      |
| 25. | 〈DOKGO〉                          |                            | Shin Jung-woo             |                                  | 10:02     |
| 26. | 〈The Last Fight〉                 |                            | Shin Jung-woo             |                                  | 5:21      |

## 같이 보기
- 대한민국의 텔레비전 드라마 목록 (ㄷ)
- 2018년 대한민국의 텔레비전 드라마 목록
- WAVVE의 오리지널 프로그램 목록